# 加洛坎市
加洛坎，菲律賓華人译作加洛干（闽南语白話字：Ka-lo̍k-kan），是菲律賓馬尼拉大都會的城市之一，位於馬尼拉市之北，是僅次於奎松市、馬尼拉市之後的全國第三大城；分為南北兩區，居民共有1,378,856人（2007年）。

## 外部連結
- 加洛坎市官方網站（页面存档备份，存于）
- Official website of the Inner Wheel Club of Caloocan

14°39′N 120°58′E / 14.650°N 120.967°E